# Superfos
Superfos, oprindeligt Aktieselskabet Dansk Svovlsyre- & Superphosphat-Fabrik og Det danske Gødnings-Kompagni blev stiftet som aktieselskab i 1891 i Kastrup. Oprindeligt som et konglomerat, som bl.a. beskæftigede sig med asfaltproduktion, kemi (bl.a. svovlsyre), gødning (Superfosfat) og grovvarehandel. I dag er Superfos en europæisk baseret plastvirksomhed udelukkende med fokus på plastemballage.
Fabrikkens historie begyndte med, at en dr. Güsselfeld henvendte sig til den detroniserede Tuborg-direktør Leopold Damm med henblik på at oprette en gødningsfabrik, og med love af 5. november 1891 blev aktieselskabet Dansk Svovlsyre- og Superphosphat-Fabrik stiftet. Direktionen kom til at bestå af Dr. Güssefeld, grosserer Rudolph Wulff fra Århus og Leopold Damm, der blev administrerende direktør. Damm forstod hurtigt at arbejde virksomheden stærkt op. Mens fabrikken i 1891 havde produceret 11.800.000 pund svovlsyre, hvoraf en del blev solgt, og kun 9.600.000 pund superfosfat, var produktionen i 1896 14.850.000 pund syre og 26.800.000 pund superfosfat. Men samtidig med at han således øgede fabrikkens produktion lod han selskabet kaste sig over handel med ikke blot alle slags gødninger men også en række råstoffer.
Superfos' fabrik i Fredericia, der blev etableret i 1910, var centrum for en af Danmarks største miljøskandaler, idet fabrikkens produktion og opbevaring af ammoniak i en årrække var til fare for folkesundheden, hvilket blev påvist af lægen Jørgen Røjel. Han dokumenterede, at der var en højere forekomst af lungesygdomme i Fredericia end landsgennemsnittet. Et alvorligt udslip af ammoniak fra fabrikken i Fredericia medførte et dødsfald i 1964.
I 1971 blev navnet ændret til Superfos.
I løbet af 90'erne blev forskellige afdelinger af Superfos frasolgt. I 1994 blev Superfos Grovvarer A/S frasolgt til DLG, hvor det sidenhen er blevet drevet videre, først under navnet Vittfoss og senest under navnet Vilofoss. I 1999 blev den europæiske vejafdeling Superfos Construction Europe frasolgt til NCC. Resten af Superfos blev senere i 1999 solgt til amerikanske Ashland Inc. efter en længere budrunde, hvorefter Ashland overtog den amerikanske anlægsafdeling Superfos Construction US, og frasolgte resten af Superfos (inkl. navnet) til den svenske kapitalfond Industri Kapital.
Superfos' nuværende ejer er det børnoterede engelske plastemballage-konglomerat RPC Group, der overtog virksomheden i 2010, og som driver den videre under navnet Berry Superfos Randers A/S.

## Ledelse
(ikke komplet og uklarhed om titler)
- 1891-1901: Leopold Damm
- 1891-?: Dr. Güssefeld (meddirektør)
- 1891-?: Rudolph Wulff (meddirektør)
- 1900-1913: Herman Heilbuth
- 1902-? Alexander Owen
- 1921-1943: Paul Wonsild
- 1924-?: Knud Wonsild (meddirektør)
- 1944-1945: Sigurd Gjersøe (direktør fra 1937)
- 1945-1956: Poul E. Hansen (underdirektør fra 1944)
- 1956-?: Poul Iversen (underdirektør fra 1946)
- 1956-1968: O.A. Ohnell
- 1945-1964: Hans Henrik Stevenius-Nielsen (direktør fra 1944)
- 1963-?: Viggo Henrichsen
- 1964-?: Palle Madsen (underdirektør fra 1957)
- 1964-1973: Poul Nørgaard (underdirektør fra 1952)
- 1981-1986: Jørgen Trygved
- 1987-1994: Bent Le Fevre
- 1994-1999: Peter Højland
- 2001-2006: Kim Andersen
- 2006-2006: Torben Bjerre-Madsen (konstitueret)
- 2006-2011: Hans Pettersson
- 2011-:René Valentin

I øvrigt:
- Byrge Carlsen var teknisk direktør fra 1958

## Bestyrelsesmedlemmer
- 1892-1901: Leopold Damm, adm. direktør
- 1926-?: Percy Harald Ipsen, direktør (formand fra 1941)
- N.C. Carøe, grosserer
- Emil C. Hertz, direktør
- 1943-?: Paul Wonsild, direktør
- Niels Bjerrum, professor, dr.phil.
- C.A. Blixen-Finecke, baron
- C.J. Berring, direktør
- Hans Henrik Stevenius-Nielsen
- J.C. Thygesen, direktør (formand)
- Olav Grue, direktør
- Poul Andreassen, direktør
- Jens Erik Karlskov Jensen, direktør
- Mads Ryum Larsen
- 1993-?: Kjeld Ranum, direktør
- Cristina Lage Hansen, direktør
- Jørgen Handberg, direktør
- Lene Lang Hansen, advokatsekretær
- Terkel Lund-Nielsen, advokat
- Kirsten Mortensen, personalefuldmægtig
- Waldemar Schmidt (formand fra 1999)
- Gerard De Geer
- Thomas Hofvenstam
- 2006-?: Torben Bjerre-Madsen